# 압류
압류(押留)는 민사소송법 상 집행기관에 의해 채무자의 특정재산에 대해 사실상 또는 법률상의 처분이 엄금되는 강제집행으로 유체동산은 점유나 봉인, 채권과 그 밖의 재산권은 압류명령, 선박 또는 부동산은 강제경매 개시결정이나 강제관리 개시결정에 의해 실행된다(대한민국의 민사집행법 제189조, 제223조, 제251조). 형사소송법상 점유취득과정 자체에 강제력이 가해지는 경우로 물건의 점유를 취득하는 강제처분인수의 일종이다. 행정법상으로는 국세징수법상 국세체납처분의 1단계로서의 체납자의 재산압류를 가리킨다(조세범 처벌절차법 제3조 제1항 본문.).

## 판례
- 집행력 있는 집행권원에 기하여 채권압류 및 전부명령이 적법하게 이루어진 후 집행채권이 소멸하였거나 실제 채무액을 초과하는 경우, 그 채권압류 및 전부명령에는 아무런 영향이 없다[1].
- 채권압류 및 전부명령이 적법하게 이루어진 경우에 전부금청구사건에 있어서 법원은 집행채권의 소멸 또는 소멸가능성에 대한 심리판단을 요하지 않는다[2].
- 동일한 채권에 대하여 두 개 이상의 채권압류 및 전부명령이 제3채무자에게 동시에 송달된 경우 각 채권압류명령의 압류액을 합한 금액이 피압류채권액을 초과하는 경우 당해 전부명령은 채권압류가 경합된 상태에서 발령된 것으로서 무효이다.[3]
- 장래의 불확정 채권에 대한 압류가 중복된 상태에서 전부명령이 있는 경우, 그 압류의 경합으로 인하여 전부명령이 무효가 되는지는 전부명령이 제3채무자에게 송달된 당시의 계약상의 피압류채권액을 기준으로 한다[4].
- 당사자 사이에 양도금지의 특약이 있는 채권이라도 압류 및 전부명령에 따라 이전될 수 있고, 양도금지의 특약이 있는 사실에 관하여 압류채권자가 선의인가 악의인가는 전부명령의 효력에 영향이 없다[5].

## 같이 보기
- 가압류
- 전부명령

## 참고 문헌
- 이 문서에는 다음커뮤니케이션(현 카카오)에서 GFDL 또는 CC-SA 라이선스로 배포한 글로벌 세계대백과사전의 내용을 기초로 작성된 글이 포함되어 있습니다.